# 东升地区

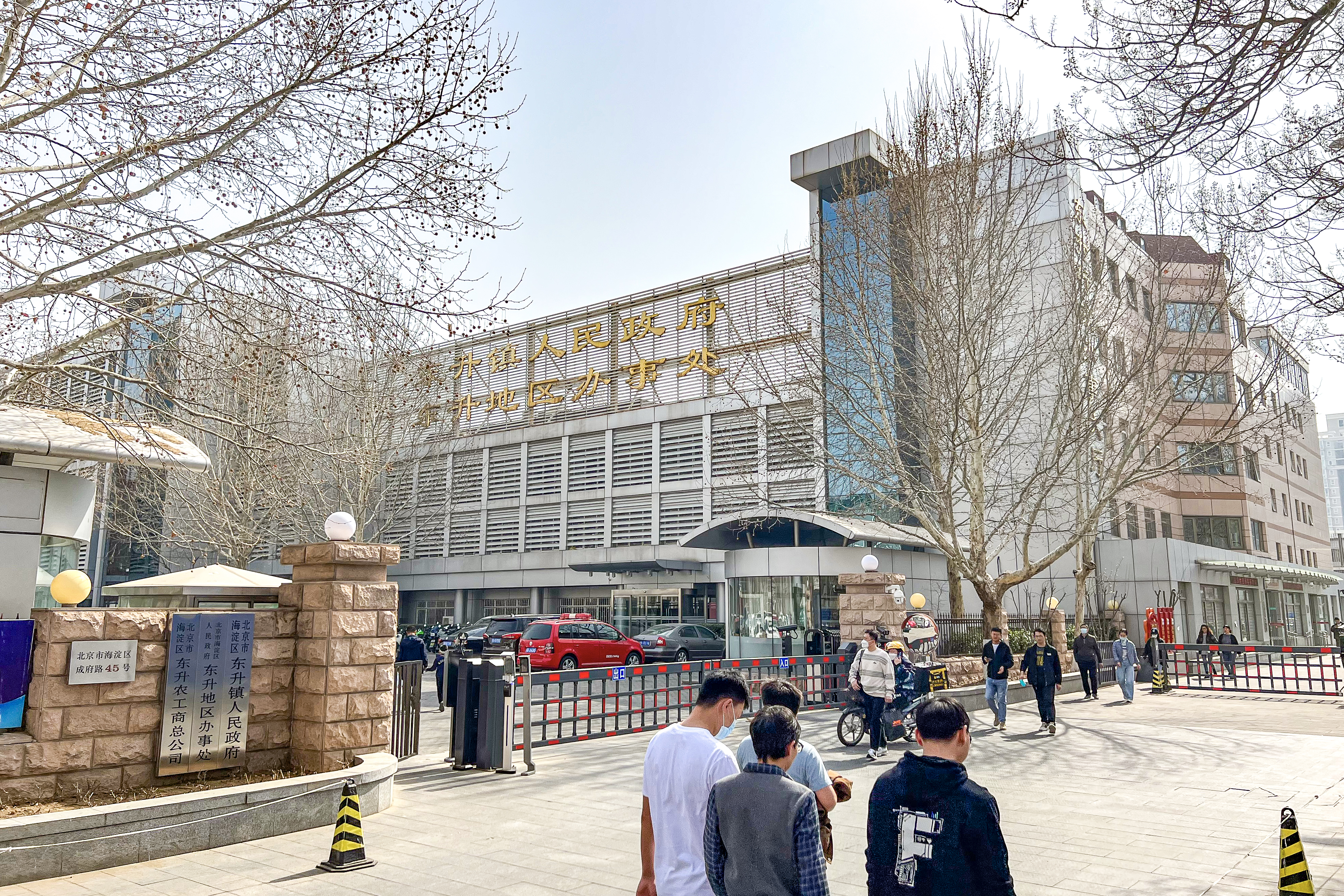
东升镇政府及东升地区办事处

东升地区是中华人民共和国北京市海淀区下辖的一个地区办事处，同时保留东升镇名称，其行政事务机构实行“一套人马，两块牌子”的体制，地区办事处与镇政府合署办公。原为东升乡，2001年挂东升地区办事处牌，2012年2月27日撤乡设镇。
2020年7月，全国爱卫会命名东升镇为2017-2019周期国家卫生乡镇。

## 历史
東升地區的朱房村有東漢縣城遺址. 
北太平庄、北下关、中关村（含原双榆树街道）、学院路、清河5个街道办事处辖区曾经均属于东升乡，因此东升乡1984年至1990年的辖域面积达到54.6平方千米，而在东升乡范围内的6个街道办事处建立后，东升乡呈现街、村重叠交错的形态:193。2000年3月30日又从东升乡分离出西三旗街道，同时从北太平庄街道、学院路街道划出部分辖区组建花园路街道。

## 行政区划
东升地区下辖以下地区：
八家社区、前屯社区、马坊社区、马坊村、小营村、八家村、清河村和塔院村